# John Mulhall
John William Mulhall (* 18. August 1938 in Cardiff, Wales; † 6. August 2022 in Barry, Wales) war ein britischer Kunstturner.

## Karriere
John Mulhall wurde britischer und walisischer Juniorenmeister, konnte jedoch im Seniorenbereich nie einen nationalen Meistertitel gewinnen. Mulhall nahm an den Olympischen Sommerspielen 1960 in Rom und 1964 in Tokio teil.
Nach seiner Karriere wurde er Wettkampfrichter und trainierte die walisische Nationalmannschaft.